# 4Licensing Corporation
4Licensing Corporation (tidigare 4Kids Entertainment, även känt som 4Kids) är ett amerikanskt film- och  TV-produktionsbolag som gick i konkurs i april 2011. De är kända för att till engelska ha dubbat japansk anime samt stått för barnunderhållning i USA. Den första anime som 4Kids dubbade var de åtta första säsongerna av Pokémon som sändes i Kids' WB! i USA. Företaget är främst känt för sitt stora antal TV-licenser, bland annat  Pokémon och Yu-Gi-Oh! De har också sänt två programbolag: The CW4Kids i  The CW och 4Kids TV, båda riktade till barn. Den 27 december 2008 upphörde Fox Network.
4Kids Entertainment hade sitt internationella högkvarter på Sjätte avenyn i New York, dotterbolaget, 4Kids Productions, hade sitt högkvarter i annan byggnad på Manhattan. New York Stock Exchange avregistrerade 4Kids (NYSE: KDE) den 1 juni 2010. Den 6 april 2011 förklarades företaget bankrutt efter en rättstvist om  Chapter 11, Title 11, United States Code rörande franchisen Yu-Gi-Oh! . Den 13 december 2012 meddelades att företaget klarat sig undan konkursen. Den 21 december 2012 återupptogs 4Kids Entertainment som 4Licensing Corporation. Den 21 september 2016 trädde 4Licensing Corporation in för konkurs igen genom Chapter 11, Title 11, United States Code. Konkursplanen trädde i kraft den 7 februari 2017.

### Fotnoter
1. ↑  4Licensing Bankruptcy Plan Effective, Summarized (på engelska), 7 februari 2017, läs online.[källa från Wikidata]
2. ↑  ”Arkiverade kopian”. Arkiverad från originalet den 8 september 2007. https://web.archive.org/web/20070908043906/http://4kidsentertainment.com/services/4kidstv.html. Läst 20 mars 2012.
3. ↑  "Contact". 4Kids Entertainment. Läst 13 oktober 2009.
4. ↑  4Kids Entertainment, Inc. Common Stock to Move from New York Stock Exchange to OTC Bulletin Board Market ”Arkiverade kopian”. Arkiverad från originalet den 8 juni 2010. https://web.archive.org/web/20100608081425/http://finance.yahoo.com/news/4Kids-Entertainment-Inc-bw-2031764303.html?x=0&.v=1. Läst 8 juni 2010.
5. ↑  ”4Kids Plan Confirmed Over License Partner's Objection” (på engelska). Law360. http://www.law360.com/bankruptcy/articles/401401/4kids-plan-confirmed-over-license-partner-s-objection. Läst 10 juli 2013.